# Il Pigmalione
Il Pigmalione (dansk: Pygmalion) er en scena lirica (en lyrisk scene eller en lille opera) i én akt af Gaetano Donizetti; librettisten er ukendt. Den er Donizettis første opera, og den blev skrevet mellem september og oktober 1816, da komponisten var 19 år gammel.
Librettoen til Donizettis opera var baseret på en libretto af Antonio Simone Sografi til Giovanni Batiste Cimadors Pimmalione (1790), som igen er baseret på Rousseaus Pygmalion, som i sidste ende er baseret på den 10. bog i Ovids Metamorfoser.

## Roller
| Rolle                                 | Stemmetype | Besætning ved uropførelsen, 13. oktober 1960 (Dirigent: Armando Gatto) |
| ------------------------------------- | ---------- | ---------------------------------------------------------------------- |
| Pigmalione, Pygmalion, Konge af Kreta | Tenor      | Doro Antonioli                                                         |
| Galatea                               | Sopran     | Oriana Santunione                                                      |